# 反恐战争
反恐战争（英語：War on Terror）正式名称为全球反恐战争（英語：Global War on Terrorism），是美国在9·11袭击事件后发起的一场全球反恐军事行动，也是最近一场跨越多场战争的全球冲突。这场运动的主要目标是激进的伊斯兰和萨拉菲圣战武装组织，如基地组织、伊斯兰国及其国际分支机构，他们正在发动军事叛乱，其目的為推翻原先教派占多数的政府或民選政府，以及親近異教國家的政府。贝拉克·奥巴马于2010年5月正式宣布反恐戰爭结束，并于2013年5月再次宣布反恐戰爭已结束，但有些个人媒体也认为美国在2010年代後的其他军事行动也是“反恐战争的一部分”。
随着主要战争的结束，一些地方只发生了低级别的战斗，2021年8月阿富汗战争的结束对大多数人来说标志着反恐战争的结束或至少是其主要阶段的结束。美国军方于2022年12月31日停止授予全球反恐战争国防服务奖章。但一些人认为这场运动依然在进行中。
“反恐战争”以战争为比喻，描述了传统战争定义之外的各种行动。美国第43任总统乔治·W·布什于2001年9月16日在国会的正式演讲中首次使用了“反恐战争”一词，几天后又使用了“恐怖战争”。布什表示，反恐战争的敌人是“一个由恐怖分子和每一个支持他们的政府组成的激进网络”。最初的冲突是针对基地组织的，主要战区在阿富汗和巴基斯坦，这个地区后来被称为“阿法巴基斯坦”。
“反恐战争”一词立即受到包括时任参谋长联席会议主席理查德·迈尔斯在内的个人的批评，最终布什政府开始使用更微妙的术语来定义这场运动。虽然“反恐战争”从未被用作美国行动的正式名称，但美国武装部队颁发了全球反恐战争服务奖章。
2013年5月23日，布什的继任者奥巴马总统宣布全球反恐战争结束，表示美国不会对一种战术发动战争，而是将重点放在特定的恐怖网络群体上。2014-2015年期间，伊斯兰国在伊拉克和叙利亚的崛起导致了全球“内在决心行动”，以及摧毁该恐怖组织的国际运动。这被认为是“反恐战争”的又一次战役。
“反恐战争”的概念是有争议的，批评者指责它被用来减少公民自由和侵犯人权，例如美国的有争议的行动，包括监视、酷刑和特别引渡，以及导致所谓恐怖分子和平民死亡的无人机袭击。美国的许多行动都得到了其他国家的支持，包括参与中央情报局黑网站的54个国家或者协助无人机袭击的国家。
对反恐战争的批评集中在其道德、效率和成本上。根据沃森国际和公共事务研究所2021年进行的一项研究，美国在9/11后参与的几场反恐战争导致了阿富汗、伊拉克、利比亚、叙利亚、也门、索马里、菲律宾和巴基斯坦3800万人流离失所，这是保守计算得出的；1130万人仍然流离失所。该研究估计，这些战争造成89.7万至92.9万人死亡，其中包括36.4万多名平民，耗资8万亿美元。批评者指责参与政府利用“反恐战争”镇压少数民族或排挤国内反对者，将伊斯兰恐惧症纳入主流，并批评了由此对健康和环境造成的负面影响。批评者断言，“战争”一词在这种情况下是不合适的（很像“禁毒战争”一术语），因为恐怖不是一个可识别的敌人，国际恐怖主义不太可能通过军事手段结束，然而，基地组织和伊斯兰国是这场运动的主要目标，而不是整个国际恐怖主义，不能被视为禁毒战争，这实际上只是战争的象征。

## 词源
“反恐战争”这个词已被用来专指由美国、英国及其盟友对判定为恐怖组织或制度的实体进行的一切军事行动，但其他独立的反恐行动如俄罗斯和印度的军事行动并不属于这个范畴。反恐战争也被称为：
- 第三次世界大战[21]
- 第四次世界大战[22]（假設冷战是第三次世界大战）
- 布什的反恐战争[23]
- 长期战争[24][25]
- 全球反恐战争[26]
- 打击基地组织的战争[27]
- 恐怖战争（从经历过持续的外国和国内干预所带来的冲突的个人的角度来看，这些冲突是恐怖的根源；也来自2006年讽刺电影《波拉特！美国文化学习》中萨莎·巴伦·科恩故意念错的“反恐战争”，以造福哈萨克斯坦光荣的国家。）

### 词语的使用及其发展
“反恐战争”一词在反恐战争之前就存在于北美流行文化和美国政治用语中。但直到9月11日袭击事件发生后，它才成为全球公认的短语和日常词汇的一部分。Tom Brokaw刚刚目睹了世界贸易中心一座塔楼的倒塌，他宣布“恐怖分子已经向美国宣战。”2001年9月16日，在戴维营，美国总统乔治·W·布什在回答一名记者关于美国监控机构加强执法权力对美国人公民自由的影响的问题时，使用了“反恐战争”这一短语。
“这是一种新型的邪恶。我们理解。美国人民开始理解。这场十字军东征，这场反恐战争需要一段时间。美国人民必须有耐心。我会有耐心。”
十字军东征在穆斯林世界和穆斯林与基督教的历史关系中具有争议性的含义，因此受到了严厉的批评。2001年9月20日，乔治·布什在国会联席会议上发表电视讲话时说：“我们的反恐战争始于基地组织，但并没有就此结束。只有找到、制止和击败所有具有全球影响力的恐怖组织，这场战争才会结束。”
这个词及其所指的政策一直是争议的根源，因为批评者认为它被用来为单方面预防性战争、侵犯人权和其他违反国际法的行为辩护。政治理论家理查德·杰克逊认为，“因此，‘反恐战争’同时是一系列实际实践——战争、秘密行动、机构和机构，以及伴随而来的一系列假设、信念、理由和叙事——它是一种完整的语言或话语。“杰克逊在众多例子中引用了约翰·阿什克罗夫特的一份声明，即“9月11日的袭击在平民和野蛮人之间划出了一条清晰的分界线”。政府官员还将“恐怖分子”描述为仇恨、背信弃义、野蛮、疯狂、扭曲、变态、没有信仰、寄生、不人道，最常见的是邪恶。相比之下，美国人被描述为勇敢、有爱、慷慨、坚强、足智多谋、英勇无畏、尊重人权。

### 美国政府放弃措辞

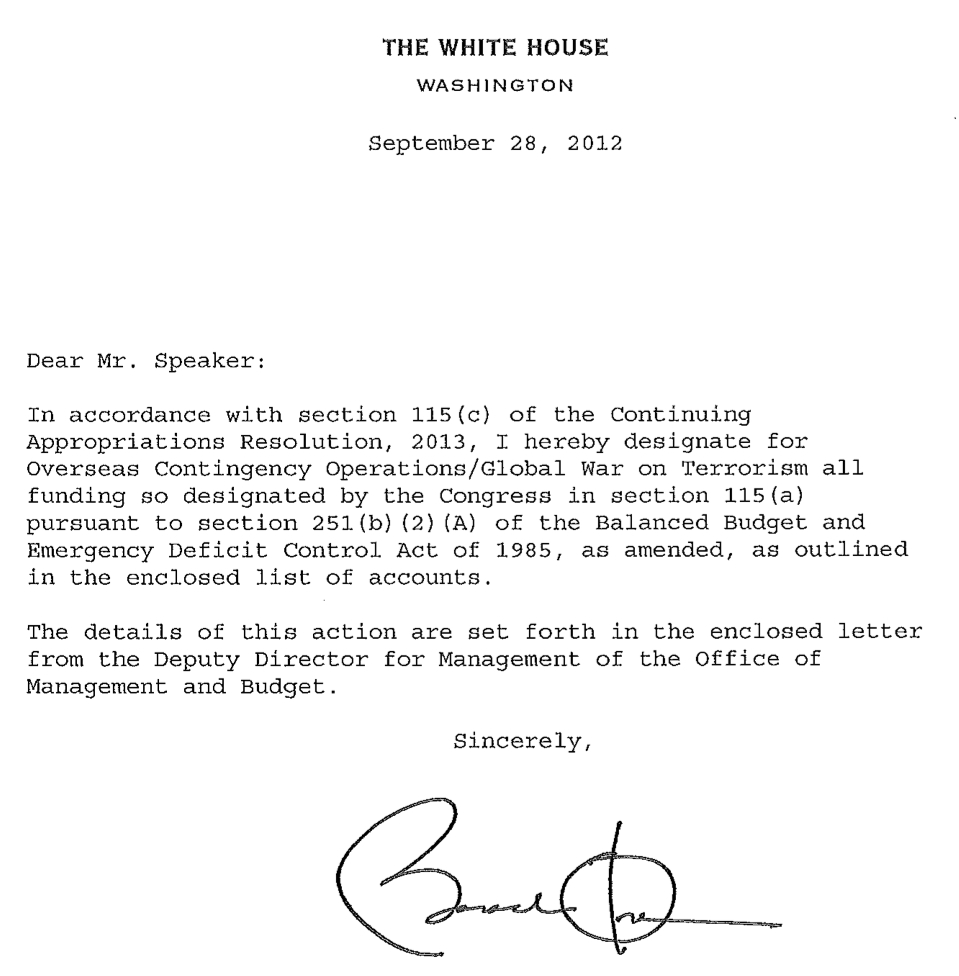
巴拉克·奥巴马表示国会拨款用于“海外应急行动/全球反恐战争”的信

2007年4月，英国政府公开宣布放弃使用“反恐战争”这一短语，因为他们认为这没有什么帮助。伊丽莎·曼宁厄姆·布勒女士最近对此进行了解释。这位前军情五处处长在2011年的演讲中表示，9/11袭击是“一种犯罪，而不是战争行为。所以我从来没有觉得提到反恐战争有帮助。”
美国总统巴拉克·奥巴马很少使用这个词，但在2009年1月20日的就职演说中，他表示：“我们的国家正在与一个影响深远的暴力和仇恨网络作战。”2009年3月，国防部正式将行动名称从“全球反恐战争”改为“海外应急行动”。2009年3月，奥巴马政府要求五角大楼工作人员避免使用这个词，而是使用“海外应急行动”。布什政府“反恐战争”的基本目标，如打击基地组织和建立国际反恐联盟，仍然存在。
2010年5月，奥巴马政府发表了一份报告，概述了其国家安全战略。该文件删除了布什时代的“全球反恐战争”和“伊斯兰极端主义”，并表示，“这不是一场针对战术恐怖主义或伊斯兰宗教的全球战争。我们正在与一个特定的网络基地组织及其分支作战，他们支持攻击美国、我们的盟友和合作伙伴。”
2012年12月，国防部总法律顾问杰·约翰逊在牛津大学发表讲话时表示，当恐怖组织被削弱，不再有能力进行“战略攻击”，并被“有效摧毁”时，打击基地组织的战争将结束。届时，根据国际法，战争将不再是武装冲突，军事斗争可以被执法行动所取代。
2013年5月，奥萨马·本·拉登遇刺两年后，巴拉克·奥巴马发表了一篇演讲，用了“全球反恐战争”一词（白宫正式转录）：“现在，别搞错了，恐怖分子仍然威胁着我们的国家……在阿富汗，我们将完成向阿富汗的过渡，为该国的安全负责……除了阿富汗，我们必须将我们的努力定义为一场无休止的”全球反恐战争恐怖，”而是一系列持续的、有针对性的努力，以摧毁威胁美国的特定暴力极端分子网络。在许多情况下，这将涉及与其他国家的伙伴关系，“根据国内法和国际法，美国正在与基地组织、塔利班及其相关部队作战。我们正在与一个组织作战，如果我们不首先阻止他们，这个组织现在会杀死尽可能多的美国人。因此，这是一场正义的战争——一场按比例、在最后手段和自卫中进行的战争。”
尽管如此，“反恐战争”这个短语在美国政治中仍然存在。例如，2017年，美国副总统迈克·彭斯称1983年贝鲁特军营爆炸案为“自全球反恐战争以来，我们发动的战争的第一枪。”

## 背景

### 9月11日袭击的前兆
1996年5月，由奥萨马·本·拉登赞助的世界伊斯兰反犹太人和十字军圣战阵线（WIFJAJC，后重组为基地组织）开始在阿富汗建立一个大型行动基地，而塔利班也于当年夺取了阿富汗的政权。1996年8月，本·拉登宣布对美国发动圣战。1998年2月，奥萨马·本·拉登作为基地组织头目签署了一项法令，向西方和以色列宣战；5月，基地组织发布了一段视频，向美国和西方宣战。
1998年8月7日，基地组织袭击了美国驻肯尼亚和坦桑尼亚大使馆，造成包含12名美国人在内的224人死亡。作为报复，美国总统比尔·克林顿在苏丹和阿富汗发起了“无限延伸行动”。虽然美国政府声称目标与WIFJAJC有关，但是质疑者怀疑被击中的苏丹制药厂并没有生产化学武器。此外，该工厂生产了该地区的大部分抗疟药物，约占苏丹药品需求的50%。而这些袭击也没有杀死WIFJAJC或塔利班的任何领导人。
2000年发动恐怖袭击，其中包括试图在洛杉矶国际机场发动炸弹袭击以及发动航班袭击，并使美国军舰受损。

### 9月11日袭击
2001年9月11日上午，19名男子劫持了四架飞往加利福尼亚的喷气式客机。一旦劫机者控制了喷气式客机，他们就告诉乘客，他们机上有炸弹，一旦乘客和机组人员的要求得到满足，他们就会饶了他们的命——没有乘客和机组成员真正怀疑他们会把喷气式客机用作自杀武器，因为这在历史上从未发生过，此前的许多劫机企图都得到了解决，乘客和机组人员在服从劫机者的指挥后安然无恙地逃离。劫机者是基地组织汉堡小组的成员，他们故意将两架喷气式客机撞向纽约市世贸中心的双子塔。两栋建筑都在两小时内因与袭击有关的火灾而倒塌，摧毁了的建筑，并损坏了其他建筑。劫机者将第三架喷气式客机坠毁在弗吉尼亚州阿灵顿县华盛顿特区郊外的五角大楼。第四架喷气式飞机坠毁在宾夕法尼亚州尚克斯维尔附近的一块田地上，此前一些乘客和机组人员试图重新控制劫机者改向华盛顿特区的喷气式飞机。其客机以白宫或美国国会大厦为目标。所有航班都没有幸存者。共有2977名受害者和19名劫机者在袭击中丧生。19人中有15人是沙特阿拉伯公民，其他人来自阿拉伯联合酋长国（2人）、埃及和黎巴嫩。
9月13日，北约有史以来第一次援引了《北大西洋公约》第5条，该条要求每个成员国将对一个成员国的武装袭击视为对所有成员国的军事袭击。援引第5条导致了“协助鹰行动”和“积极奋进行动”。2001年9月18日，布什总统签署了几天前国会通过的《对恐怖分子使用武力授权书》，该授权书仍然有效，并被用来为许多军事行动辩护。

## 美国目标
2001年9月14日，《使用武力打击恐怖分子授权书》（AUMF）成为法律，授权美国武装部队对9月11日袭击事件的责任人使用武力。它授权总统对他认定策划、授权、实施或协助2001年9月11日发生的恐怖袭击或窝藏这些组织或个人的国家、组织或个人使用一切必要和适当的武力，以防止这些国家、组织和个人未来对美国采取任何国际恐怖主义行动，组织或个人。国会宣布，这旨在构成1973年《战争权力决议》第5（b）条所指的具体法定授权。
乔治·W·布什政府在反恐战争中确定了以下目标：
- 击败奥萨马·本·拉登、阿布·穆萨布·扎卡维等恐怖分子，摧毁他们的组织
- 识别、定位和摧毁恐怖分子及其组织
- 拒绝向恐怖分子提供赞助、支持和庇护

1.结束国家对恐怖主义的资助
2.建立和维持打击恐怖主义的国际责任标准
3.加强和保持打击恐怖主义的国际努力
4.具有意愿和能力状态的功能
5.启用弱状态
6.说服不情愿的国家
7.强迫不情愿的国家
8.干预和拆除对恐怖分子的物质支持
9.废除恐怖主义庇护所
- 减少恐怖分子试图利用的潜在条件

1.与国际社会建立伙伴关系，以加强薄弱国家并防止恐怖主义（再次）出现
2.赢得理想之战
- 保护美国公民和国内外利益

1.整合国土安全国家战略
2.获得领域意识
3.加强措施，确保国内外关键、物理和基于信息的基础设施的完整性、可靠性和可用性
4.采取措施保护海外美国公民
5.确保综合事故管理能力

## 持久自由行动
持久自由行动是布什政府在全球反恐战争的保护伞下对阿富汗战争以及三次较小的军事行动使用的官方名称。这些全球行动旨在寻找并摧毁任何基地组织战士或分支机构。最初，这场运动被命名为“永恒的正义”，但由于穆斯林世界的广泛争议和谴责，措辞被改为“持久的自由”。

### 阿富汗

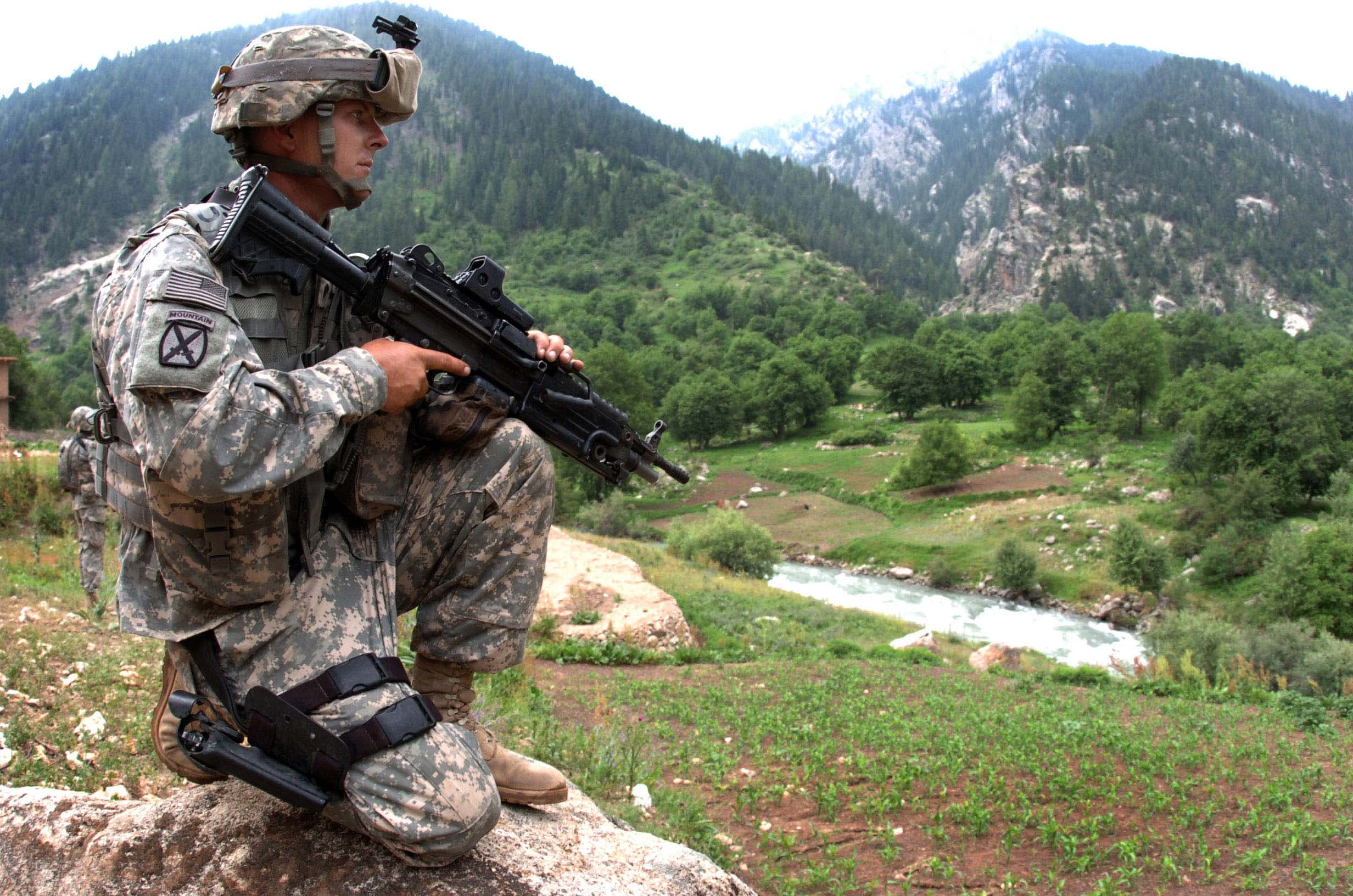
2007年6月，努里斯坦省第10山地师的美国陆军士兵

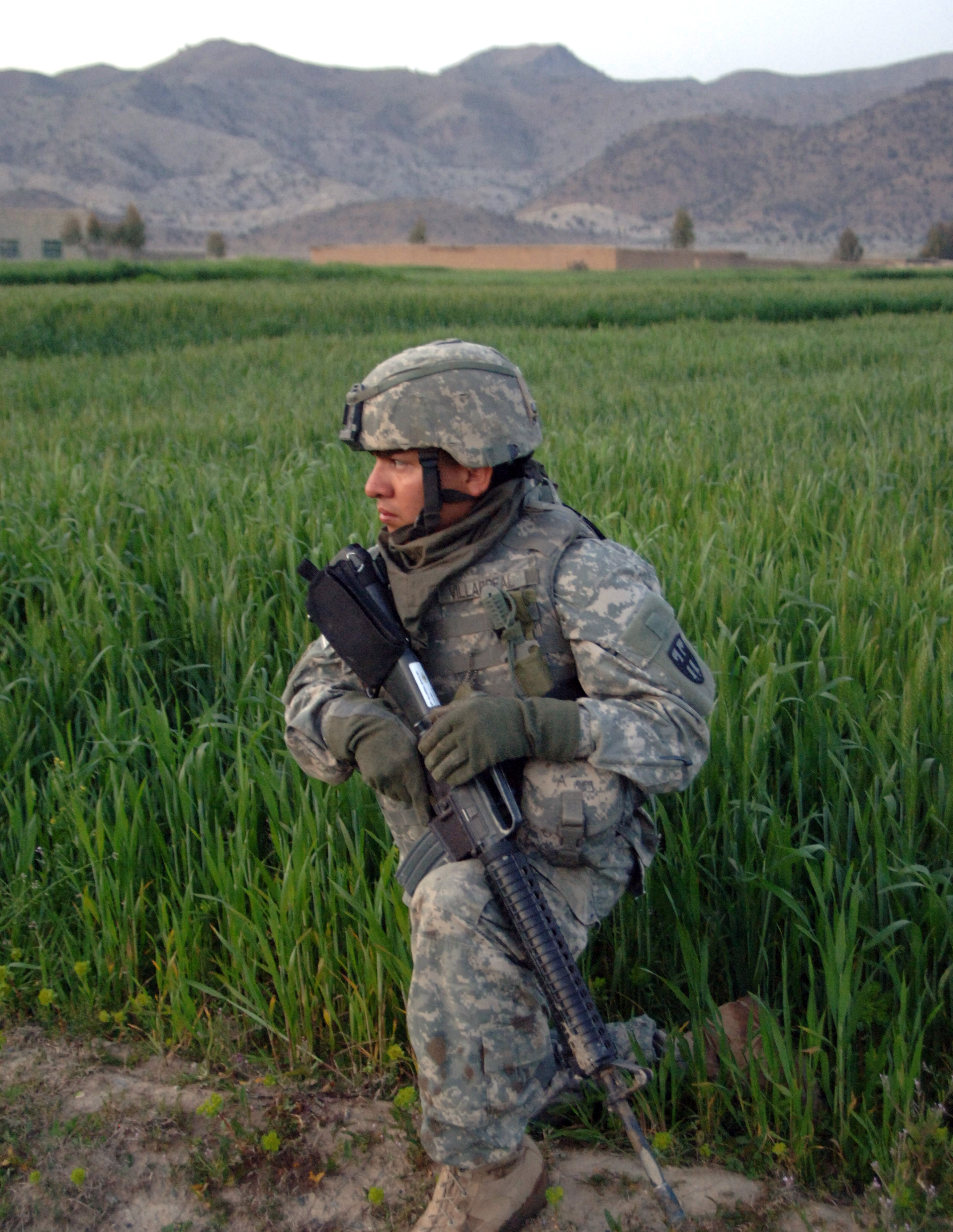
阿富汗霍斯特省的一名美国士兵

2001年9月20日，在“9·11”袭击事件发生后，時任美國總統乔治·W·布什向阿富汗伊斯兰酋长国的塔利班政府发出最后通牒，要求移交在该国活动的奥萨马·本·拉登和基地组织其他领导人與成員，否则美國將以逮捕賓拉登之名進攻阿富汗。塔利班要求提供本·拉登与9月11日袭击事件有关的证据，如果这些证据需要审判，他们愿意在伊斯兰法庭审判。
随后，2001年10月，美軍與盟友國家一同入侵阿富汗，目的為推翻塔利班政权、逮捕賓拉登、剿滅在阿富汗境內的蓋達組織成員。2001年10月7日，英国和美国军队对敌方目标进行空袭，正式入侵开始。阿富汗首都喀布尔在11月遭盟軍攻佔。剩下的基地组织和塔利班残余势力撤退到阿富汗东部崎岖的山区，主要是托拉波拉。12月，联军（美国及其盟友）在该地区作战。當時傳言据信，奥萨马·本·拉登在阿富汗战斗失利後逃到了巴基斯坦邊境。
2002年3月，美国和北约盟友與非北约盟友部队发起了“蟒蛇行动”，目的是摧毁阿富汗沙赫伊科特山谷和阿玛山脉的任何剩余基地组织和塔利班部队。塔利班伤亡惨重，并撤离了该地区。
塔利班在巴基斯坦西部重新集结，并于2002年末开始对联军发动叛乱式的进攻。在阿富汗南部和东部，激增的塔利班和联军之间爆发了交火。作为回应，联军发动了一系列军事攻势，并增加了驻阿富汗部队。2010年2月，联军在阿富汗南部发动了Moshtarak行动以及其他军事攻势，希望他们能一劳永逸地摧毁塔利班叛乱。与塔利班有关联的战斗人员和联军之间也在进行和平谈判。
2014年9月，阿富汗和美国签署了一项安全协议，允许美国和北约部队至少在2024年之前留在阿富汗。然而，2020年2月29日，美国和塔利班在多哈签署了一项有条件的和平协议，要求美军在14个月内撤出阿富汗，只要塔利班遵守协议条款，不“允许其任何成员、包括基地组织在内的其他个人或团体利用阿富汗领土威胁美国及其盟友的安全”。阿富汗政府不是该协议的缔约方，并拒绝了其关于释放囚犯的条款。乔·拜登当选总统后，他将目标撤军日期推迟到2021年8月31日。2021年8月15日，阿富汗首都在塔利班進攻下失守被稱為喀布爾陷落 (2021年)，時任阿富汗總統阿什拉夫·甘尼·艾哈邁德扎伊也在2021年塔利班攻势下逃離阿富汗，這場約三個月的攻勢结束了阿富汗战争，隨後艾哈邁德·馬蘇德和阿富汗看守總統阿姆魯拉·沙雷帶領以反塔利班勢力為首的北方聯盟部隊和阿富汗國民軍，開始在潘傑希爾省重新集結，並且成立民族抵抗阵线 (阿富汗)開始在潘傑希爾山谷與塔利班發生潘傑希爾衝突，2021年9月6日，塔利班宣稱取得了對潘傑希爾省的控制權。然而民族抵抗陣線否認塔利班的說法，稱他們仍控制整個潘傑希爾谷。但根據一名美國進階情報官員、一名五角大樓顧問和兩名前阿富汗政府進階官員公布的訊息塔利班已控制潘傑希爾山谷，民族抵抗陣線領導人阿姆魯拉·薩利赫和艾哈邁德·馬蘇德已逃往塔吉克，其餘反塔利班勢力正在阿富汗境內的鄉村與山林間繼續與塔利班進行游擊戰。美国军方和北约部队控制了喀布尔的哈米德·卡尔扎伊国际机场，用于盟军避难行动，以及与塔利班合作执行的大规模撤离外国公民和某些弱势阿富汗人的行动。
2021年8月30日，美軍完成了从阿富汗撤出。撤军因混乱和随意而受到国内外的严厉批评，以及为塔利班的进攻提供了更多动力。然而，许多欧洲国家也纷纷效仿，包括英国、德国、意大利和波兰。尽管疏散了超过12万人，但大规模疏散也因留下数百名美国公民、居民和家庭成员而受到批评。

#### 国际维和部队
北约领导的国际安全援助部队成立于2001年12月，旨在协助阿富汗过渡政府和塔利班当选后的第一届政府。随着塔利班叛乱的再次爆发，2006年宣布，国际安全援助部队将取代驻该省的美军，作为“持久自由行动”的一部分。 英国第16空中突击旅（后来由皇家海军陆战队增援）与来自澳大利亚、加拿大和荷兰的部队和直升机组成了阿富汗南部部队的核心。最初的部队由大约3300名英国人、2000名加拿大人、1400名荷兰人和240名澳大利亚人组成，还有丹麦和爱沙尼亚的特种部队以及其他国家的小型特遣队。通过巴基斯坦航线向驻阿富汗的国际安全援助部队每月供应的货运集装箱超过4000个，按巴基斯坦卢比计算约耗资120亿卢比。

### 菲律宾
2002年1月，美国太平洋特种作战司令部部署到菲律宾，为菲律宾武装部队打击菲律宾伊斯兰组织提供建议和协助。行动的重点主要是将阿布沙耶夫集团和伊斯兰祈祷团从其在巴西兰岛的据点赶走。行动的第二部分是作为一个名为“微笑行动”的人道主义项目进行的。该计划的目标是为巴西兰地区提供医疗护理和服务，作为“心灵”计划的一部分。
菲律宾联合特种作战特遣部队于2014年6月解散，结束了为期12年的成功任务。在JSOTF-P解散后，直到2014年11月，美国军队以“PACOM增强团队”的名义继续在菲律宾行动，直到2015年2月24日。2017年9月1日，美国国防部长吉姆·将“太平洋鹰-菲律宾行动”（OPE-P）指定为一项应急行动，以支持菲律宾政府和军方努力孤立、削弱和击败ISIL（统称为ISIL菲律宾或ISIL-P）和其他恐怖组织在菲律宾的分支机构。到2018年，美国在菲律宾打击恐怖组织的行动涉及多达300名顾问。

### 跨撒哈拉（北非）
持久自由行动-跨撒哈拉行动（OEF-TS），现为“杜松子盾牌行动”，是美国和伙伴国家在非洲撒哈拉/萨赫勒地区开展的军事行动的名称，包括反恐工作以及对中部非洲武器和毒品贩运的监管。
马里北部的冲突始于2012年1月，激进伊斯兰主义者（隶属于基地组织）向马里北部推进。马里政府很难维持对国家的完全控制。刚刚成立的政府要求国际社会支持打击伊斯兰激进分子。2013年1月，法国代表马里政府的要求进行了干预，并向该地区部署了军队。他们于2013年1月11日发起了“Serval行动”，希望将与基地组织有关联的组织从马里北部赶走。

### 非洲之角和红海
持久自由行动——非洲之角是持久自由行动的延伸。与“持久自由行动”中包含的其他行动不同，OEF-HOA没有特定的组织作为目标。OEF-HOA转而专注于破坏和侦查该地区的武装分子活动，并与有意愿的政府合作，防止武装分子组织和活动再次出现。
2002年10月，非洲之角联合特遣部队（CJTF-HOA）在吉布提莱蒙尼尔营地成立。它包含大约2000名人员，包括美国军事和特种作战部队（SOF）以及联盟部队成员150联合特遣部队（CTF-150）。
150特遣部队由来自澳大利亚、加拿大、法国、德国、意大利、荷兰、巴基斯坦、新西兰和英国等国家的舰艇组成。联军的首要目标是监测、检查、登船并阻止可疑货物进入非洲之角地区，影响美国的伊拉克自由行动。
该行动包括对吉布提、肯尼亚和埃塞俄比亚三国选定的武装部队进行反恐和反叛乱战术培训。CJTF-HOA开展的人道主义努力包括重建学校和诊所，并向正在接受部队训练的国家提供医疗服务。
作为跨撒哈拉反恐倡议的一部分，该计划得到了扩展，因为CJTF人员还协助训练乍得、尼日尔、毛里塔尼亚和马里的武装部队。然而，反恐战争不包括苏丹，那里有40多万人在持续的内战中死亡。
2006年7月1日，一条据称由奥萨马·本·拉登撰写的网络帖子敦促索马里人在该国建立伊斯兰国，并警告西方政府，如果他们在那里进行干预，基地组织网络将与他们作战。
索马里总理声称，1998年美国大使馆爆炸案的三名“恐怖嫌疑人”正在基斯马尤避难。2006年12月30日，基地组织副领导人Ayman al-Zawahiri呼吁世界各地的穆斯林在索马里与埃塞俄比亚和过渡联邦政府作战。
2007年1月8日，美国使用AC-130空中炮艇轰炸了拉斯坎博尼，发动了拉斯坎波尼战役。
2009年9月14日，美国特种部队在索马里Baarawe村附近打死两人，打伤两人，并抓获另外两人。目击者称，用于此次行动的直升机是从悬挂法国国旗的军舰上发射的，但这一说法无法得到证实。总部位于索马里的基地组织下属组织青年党证实了“酋长指挥官”萨利赫·阿里·萨利赫·纳卜汉以及数量不详的武装分子的死亡。肯尼亚人Nabhan因涉嫌2002年蒙巴萨袭击事件而被通缉。

## 伊拉克战争
伊拉克战争始于2003年3月的一场空袭，紧接着是美国领导的地面入侵。布什政府引用了联合国安理会第1441号决议，该决议警告伊拉克拥有大规模杀伤性武器等违规行为将产生“严重后果”。布什政府还表示，伊拉克战争是反恐战争的一部分，这一说法后来受到质疑和质疑。自1990年萨达姆·侯赛因入侵科威特和兩伊戰爭以来，伊拉克一直被美国列为支持恐怖主义的国家。
第一次地面攻击发生在2003年3月21日的乌姆卡斯尔战役，当时英国、美国和波兰军队的联合部队夺取了港口城市乌姆卡斯尔城的控制权。2003年4月，伊拉克首都巴格达落入美军手中，萨达姆·侯赛因政府迅速瓦解。2003年5月1日，布什宣布在伊拉克的主要作战行动已经结束。然而，针对美国领导的联军以及新发展的伊拉克军队和后萨达姆政府的叛乱活动爆发了。包括基地组织附属组织在内的叛乱造成的联军伤亡远多于入侵。叛乱的其他分子由侯赛因总统的复兴党政权的在逃成员领导，其中包括伊拉克民族主义者和泛阿拉伯主义者。许多叛乱领导人都是伊斯兰主义者，并声称正在进行一场宗教战争，以重建几个世纪前的伊斯兰哈里发。萨达姆·侯赛因于2003年12月被美军抓获，并于2006年被处决。
2004年，反叛力量变得更加强大。美国对纳杰夫和费卢杰等城市的叛乱分子据点发动了进攻。
2007年1月，布什总统根据戴维·彼得雷乌斯将军制定的反叛乱理论和战术，提出了伊拉克自由行动的新战略。2007年伊拉克战争增兵是这一“新前进道路”的一部分，加上美国对其先前试图击败的逊尼派团体的支持，人们普遍认为暴力事件大幅减少了80%。
2010年9月1日，随着美国作战行动的正式结束，战争进入了一个新阶段。奥巴马总统在2011年下令撤出大部分部队，但在2014年开始重新部署部队以打击伊斯兰国。截至2021年7月，大约有2500名美军驻扎在伊拉克，他们继续协助执行打击ISIL残余势力的任务。

## 巴基斯坦
9·11袭击事件发生后，在时任美国总统乔治·W·布什发出最后通牒后，巴基斯坦前总统佩尔韦兹·穆沙拉夫站在美国一边，反对阿富汗塔利班政府。穆沙拉夫同意让美国在“持久自由行动”中使用三个空军基地。美国国务卿科林·鲍威尔和其他美国政府官员会见了穆沙拉夫。2001年9月19日，穆沙拉夫向巴基斯坦人民发表讲话，表示尽管他反对针对塔利班的军事战术，但如果巴基斯坦不合作，它就有可能受到印度和美国联盟的威胁。2006年，穆沙拉夫作证称，这一立场受到了美国威胁的压力，并在回忆录中透露，他曾将美国作为对手进行“战争游戏”，最终以巴基斯坦的失败告终。
2002年1月12日，穆沙拉夫发表了反对伊斯兰极端主义的演讲。他明确谴责一切恐怖主义行为，并承诺打击巴基斯坦国内的伊斯兰极端主义和无法无天现象。他表示，他的政府致力于根除极端主义，并明确表示，被禁止的激进组织不会以任何新的名称重新出现。他说，“最近做出的禁止极端组织煽动战斗的决定是经过彻底协商后出于国家利益做出的。这不是在任何外国影响下做出的”。
2002年，穆沙拉夫领导的政府对圣战组织和宣扬极端主义的团体采取了坚定的立场，逮捕了伊斯兰圣战组织负责人毛拉纳·马苏德·阿资哈尔和虔诚军负责人哈菲兹·穆罕默德·萨伊德，并拘留了数十名活动人士。1月12日，官方对这些团体实施了禁令。同年晚些时候，出生于沙特的祖贝达在一系列美巴联合突袭中被巴基斯坦官员逮捕。祖贝达据说是基地组织的高级官员，拥有行动负责人的头衔，负责管理基地组织的训练营。在接下来的两年里，其他著名的基地组织成员被捕，即拉姆齐·本·希卜和哈立德·谢赫·穆罕默德，前者是基地组织行动的财政支持者，后者在被捕时是基地组织第三高官员，直接负责策划9月11日的袭击。
2004年，巴基斯坦军队在巴基斯坦瓦济里斯坦地区的联邦管理部落地区发动了一场战役，派遣了80000名士兵。冲突的目标是清除该地区的基地组织和塔利班武装。
塔利班政权倒台后，许多塔利班抵抗组织成员逃到阿富汗和巴基斯坦北部边境地区，巴基斯坦军队此前几乎没有控制权。在美国的后勤和空中支持下，巴基斯坦军队抓获或击毙了许多基地组织特工，如哈立德·谢赫·穆罕默德，他因参与科尔号驅逐舰爆炸案、博金卡阴谋和杀害《华尔街日报》记者丹尼尔·珀尔而被通缉。
美国对联邦直辖部落地区的目标进行了无人机袭击。然而，巴基斯坦塔利班仍在那里活动。据估计，自反恐战争开始以来，至今已有15名美国士兵在巴基斯坦与基地组织和塔利班残余势力作战时丧生。
2011年5月2日，美国特种作战部队在巴基斯坦阿伯塔巴德进行突袭，奥萨马·本·拉登及其妻子和儿子全部被击毙。
巴基斯坦中央情报局使用无人机执行与全球反恐战争有关的行动，引发了关于主权和战争法的辩论。美国政府利用中央情报局而不是美国空军对巴基斯坦进行打击，以避免通过军事入侵侵犯主权。一份关于无人机战争和空中主权的报告批评美国滥用“全球反恐战争”一词，在没有正式宣战的情况下通过政府机构进行军事行动。
9·11袭击事件发生后，美国对巴基斯坦的经济和安全援助大幅增加。根据《巴基斯坦加强伙伴关系法》的授权，巴基斯坦在2010财年至2014财年的五年内获得了75亿美元的拨款。

## 也门
自反恐战争开始以来，美国还对也门的基地组织武装分子进行了一系列军事打击。也门有一个软弱的中央政府和强大的部落体系，这使得大片无法无天的地区为武装分子的训练和行动敞开了大门。基地组织在该国有着强大的势力。2011年3月31日，基地组织在占领了阿比扬省的大部分地区后，宣布也门为基地组织酋长国。
为了支持也门的反恐努力，美国已将对也门的军事援助计划从2006年的不到1100万美元增加到2009年的7000多万美元，并在未来三年提供高达1.21亿美元的发展援助。

## 其他军事行动

### 内在决心行动（叙利亚和伊拉克）
从2014年8月10日开始，奥巴马政府开始重新介入伊拉克，对伊斯兰国发动了一系列空袭。2014年9月9日，奥巴马总统表示，他有权采取行动摧毁被称为伊拉克和黎凡特伊斯兰国的激进组织，并援引2001年《使用武力打击恐怖分子授权书》，因此不需要国会的额外批准。2014年9月10日，巴拉克·奥巴马总统就伊斯兰国发表了电视讲话，他表示：“我们的目标很明确：我们将通过全面和持续的反恐战略，削弱并最终摧毁伊斯兰国”。奥巴马已授权向伊拉克增派美军，并授权在叙利亚境内对伊斯兰国采取直接军事行动。9月21日和22日晚，美国、沙特阿拉伯、巴林、阿联酋、约旦和卡塔尔开始对叙利亚境内的伊斯兰国发动空袭。
2014年10月，据报道，美国国防部认为针对伊斯兰国的军事行动是在“持久自由行动”中授予的竞选奖章。10月15日，军事干预被称为“内在决心行动”。

### 莫洛衝突下的伊斯兰国拉瑙分支与马拉维危机
随着伊拉克和黎凡特伊斯兰国（ISIL）的崛起，圣战分支在包括菲律宾在内的世界各地兴起。毛特组织由前摩洛伊斯兰解放阵线游击队成員和奥马尔·莫特领导的外国战士组成，奥马尔·莫特被指控是伊斯兰大拉的创始人，他宣布效忠伊斯兰国，并开始結合東南亞地區的邦薩摩洛伊斯蘭自由戰士、阿布沙耶夫、蘇萊曼酋長運動等東南亞恐怖組織与菲律宾安全部队发生武裝冲突並且波及馬來西亞、印尼等鄰國，菲律賓當局也指控14K是背後支持毛特組織和阿布沙耶夫的犯罪組織
2017年5月23日，该组织袭击了马尼拉市，导致了持续5个月的马拉维危机。据报道，在决战之后，该组织的残余分子仍在2017年和2018年招募人员。

### 利比亚战争
美国全国广播公司新闻报道称，2014年年中，伊斯兰国在利比亚有大约1000名战斗人员。伊斯兰国利用该国中部远离主要城市的黎波里和班加西的权力真空，在接下来的18个月里迅速扩张。来自北非、中东、欧洲和高加索地区的圣战分子也加入了当地武装分子的行列。这支部队吸收或击败了利比亚境内的其他伊斯兰组织，叙利亚拉卡的伊斯兰国中央领导层开始敦促外国新兵前往利比亚而不是叙利亚。2015年初，伊斯兰国夺取了沿海城市苏尔特的控制权，然后开始向东部和南部扩张。到2016年初，它已经有效控制了120至150英里的海岸线和部分内陆地区，并到达了利比亚东部的主要人口中心班加西。2016年春季，非洲司令部估计，伊斯兰国在其据点苏尔特有大约5000名武装分子。
然而，在包括美国无人机在内的西方部队的空袭帮助下，土著反叛组织对利比亚提出了主权要求，并将武器转向了伊斯兰国，利比亚民众对想要在他们的土地上建立原教旨主义政权的外来者感到不满。忠于利比亚新联合政府的民兵，加上忠于卡扎菲政权一名前军官的独立敌对部队，对苏尔特及周边地区的伊斯兰国前哨发动了持续数月的袭击。据美国军方估计，伊斯兰国的战斗人员减少到几百到2000人之间。2016年8月，美国军方开始空袭，加上利比亚民兵对地面的持续压力，将剩余的伊斯兰国武装分子推回苏尔特。美国无人机和飞机总共袭击了伊斯兰国近590次，利比亚民兵于12月中旬夺回了这座城市。2017年1月18日，两架美国空军B-2轰炸机袭击了苏尔特以南28英里的两个伊斯兰国营地，空袭针对多个营地的80至100名伊斯兰国战士，一架无人驾驶飞机也参与了空袭。多达90名伊斯兰国武装分子在袭击中丧生，一名美国国防部官员表示，“这是伊斯兰国在利比亚剩余的最大规模的存在”，“他们在很大程度上被边缘化了，但我不太愿意说他们在利比亚被消灭了。”

### 美国对喀麦隆的军事干预
2015年10月，应喀麦隆政府的邀请，美国开始向喀麦隆部署300名士兵，以支持喀麥隆部隊打击境內伊斯兰国西非省及博科圣地叛亂戰鬥中，发挥了非战斗作用。部队的主要任务为当地部队提供情报支持以及进行侦察飞行。

### 积极奋进行动
积极奋进行动是北约于2001年10月开始的一项海军行动，以应对9月11日的袭击。北约海军在地中海活动，旨在防止武装分子或大规模杀伤性武器的流动，并加强航运的总体安全。

### 克什米尔战事
在奥萨马·本·拉登2002年写的《致美国人民的信》中，他表示，他与美国作战的原因之一是因为印度在克什米尔问题上支持印度。印度消息人士声称，2006年，基地组织声称他们在克什米尔建立了一个分支；这让印度政府感到担忧。印度还称，基地组织与克什米尔激进组织-虔诚军和巴基斯坦伊斯兰圣战组织-羌城軍有着密切的联系。2010年1月，美国国防部长罗伯特·盖茨在访问巴基斯坦时表示，基地组织试图破坏该地区的稳定，并计划挑起印度和巴基斯坦之间的核战争。
据报道，2009年9月，美国无人机袭击导致伊利亚斯·克什米尔死亡，他是与基地组织有关联的克什米尔激进组织伊斯兰圣战组织的头目。布鲁斯·里德尔将克什米尔描述为“杰出”的基地组织成员，而其他人则将他描述为基地组织军事行动的负责人。瓦济里斯坦现在已经成为克什米尔武装分子的新战场，他们现在正在与北约作战，以支持基地组织。2012年7月8日，以克什米尔为中心的恐怖组织伊斯兰圣战者的分离派系在为期两天的舒哈达会议结束时，呼吁动员资源，在克什米尔继续圣战。2021年6月，查谟（印控克什米尔）的一个空军基地遭到无人机袭击。调查人员不确定是国家还是非国家行为者发动了这次袭击。

## 国际军事支持
入侵阿富第一次行动，最初涉及美国、英国和阿富汗北方联盟的部队。自入侵初期以来得到了来自澳大利亚、加拿大、丹麦、法国、意大利、荷兰、新西兰和挪威等国的部队和飞机的增援。2006年，阿富汗大约有33000名士兵。
2001年9月12日，在9月11日纽约市和华盛顿特区袭击事件发生不到24小时后，北约援引了《北大西洋公约》第5条，宣布袭击是对北约所有19个成员国的袭击。澳大利亚总理约翰·霍华德也表示，澳大利亚将以类似的方式援引《澳新军团条约》。
在接下来的几个月里，北约采取了一系列措施来应对恐怖主义的威胁。2002年11月22日，欧洲-大西洋伙伴关系理事会（EAPC）成员国决定了一项打击恐怖主义的伙伴关系行动计划，其中明确指出：“EAPC各国致力于在打击恐怖主义的过程中保护和促进基本自由和人权以及法治。“北约在地中海开始了海军行动，旨在防止恐怖分子或大规模杀伤性武器的移动，并加强航运安全，称为“积极奋进行动”。
2002年末，当美国明确表示决心入侵伊拉克时，对美国的支持降温了。尽管如此，许多无条件支持美国领导的军事行动的“自愿联盟”国家已经向阿富汗派遣了军队，特别是邻国巴基斯坦，该国否认了早些时候对塔利班的支持，并向冲突派遣了数万名士兵。巴基斯坦也参与了开伯尔-普赫图赫瓦叛乱（又名瓦济里斯坦战争或巴基斯坦西北部战争）。在美国情报部门的支持下，巴基斯坦试图从北部部落地区清除塔利班叛乱和基地组织分子。

## 美国境内的9/11事件
除了在国外的军事努力外，在9/11事件之后，布什政府还加强了国内的努力，以防止未来的袭击。负责安全和军事职能的各种政府官僚机构进行了重组。2002年11月，一个名为美国国土安全部的新内阁级机构成立，负责领导和协调美国联邦政府自武装部队并入国防部以来的最大规模重组。
司法部为美国某些男性非公民启动了国家安全出入境登记系统，要求他们亲自到移民和归化局办公室登记。
2001年10月的《美国爱国者法案》大幅减少了对执法机构搜索电话、电子邮件通信、医疗、财务和其他记录的能力的限制；放宽对美国境内外国情报收集的限制；扩大财政部长监管金融交易的权力，特别是涉及外国个人和实体的金融交易；并扩大执法和移民当局在拘留和驱逐涉嫌恐怖主义相关行为的移民方面的自由裁量权。该法案还扩大了恐怖主义的定义，将国内恐怖主义包括在内，从而扩大了《美国爱国者法案》扩大的执法权力可适用的活动数量。一个新的恐怖分子资金追踪项目监测恐怖分子的资金流动（《纽约时报》披露后停止）。美国国家安全局的电子监控计划正在收集和监控全球电信使用情况，包括与恐怖主义无关的电信使用情况。《爱国者法案》仍然有效。
政治利益集团表示，这些法律取消了对政府权力的重要限制，是对公民自由的危险侵犯，可能违反宪法，违反了第四修正案。2003年7月30日，美国公民自由联盟（ACLU）对《爱国者法案》第215条提出了第一次法律挑战，声称该法案允许联邦调查局侵犯公民的第一修正案权利、第四修正案权利和正当程序权，授予政府在恐怖调查中搜查个人的商业、书店和图书馆记录的权利，而没有向个人透露正在搜索记录。此外，许多社区的管理机构已经通过了反对该法案的象征性决议。
布什在2005年6月9日的一次演讲中表示，《美国爱国者法案》被用来对400多名嫌疑人提出指控，其中一半以上已被定罪。与此同时，美国公民自由联盟援引司法部的数据显示，已有7000人投诉该法案被滥用。
国防高级研究计划局（DARPA）于2002年初开始了一项倡议，创建了全面信息意识计划，旨在推广可用于反恐的信息技术。这个项目面临批评，但后来被国会撤资。
到2003年，制定了12项打击恐怖主义的主要公约和议定书。许多国家通过并批准了这些规定。这些公约要求各国在非法扣押飞机、核材料实物保护和冻结激进网络资产等主要问题上进行合作。
2005年，联合国安理会通过了关于煽动实施恐怖主义行为和各国遵守国际人权法义务的第1624号决议。尽管这两项决议都要求通过国提交关于反恐活动的强制性年度报告，但美国和以色列都拒绝提交报告。同年，美国国防部和参谋长联席会议主席发布了一份规划文件，名为“反恐战争国家军事战略计划”，其中指出，该计划构成了“为美国武装部队起诉全球反恐战争的全面军事计划......包括9/11委员会的调查结果和建议，以及与国防部的严格审查”。
2007年1月9日，众议院以299票对128票通过了一项法案，颁布了9/11委员会的许多建议。该法案于2007年3月13日在美国参议院以60票对38票通过，并于2007年8月3日由布什总统签署成为法律。它成为了第110-53号公法。2012年7月，美国参议院通过了一项决议，敦促将哈卡尼网络定为外国恐怖组织。
战略影响力办公室是在9/11之后秘密成立的，目的是协调宣传工作，但在被发现后不久就关闭了。布什政府实施了行动连续性计划（或称政府连续性计划），以确保美国政府能够在灾难性的情况下继续运作。
自9/11以来，极端分子以不同程度的组织和技巧，多次试图袭击美国。例如，2001年，一架跨大西洋航班上警惕的乘客阻止了Richard Reid和2009年Umar Farouk Abdulmutallab引爆爆炸装置。
联邦机构利用新的法律权力和调查工具，有时与外国政府合作，阻止了其他恐怖阴谋。
此类挫败的攻击包括：
- 2001年鞋子炸弹阴谋：一项将飞机撞向洛杉矶美国银行大厦（又名图书馆大厦）的计划。
- 2003年伊曼·法里斯炸毁纽约市布鲁克林大桥的阴谋。
- 2004年金融大楼地块，目标是国际货币基金组织和世界银行在华盛顿特区、纽约证券交易所和其他金融机构的大楼。
- 2004年哥伦布购物中心爆炸案
- 2006年西尔斯大厦地块
- 2007年迪克斯堡袭击阴谋
- 2007年约翰·肯尼迪国际机场袭击阴谋
- 纽约地铁爆炸案
- 2010年时代广场汽车爆炸案

奥巴马政府承诺关闭关塔那摩湾拘留营，增加驻阿富汗部队人数，并承诺从伊拉克撤军。

## 跨国行动

### 非常规引渡
9月11日袭击事件发生后，美国政府启动了一项非法“特别引渡”计划，有时被称为“非正常引渡”或“强迫引渡”，即政府支持的绑架，以及在获得受让国同意的情况下，将一个人从一个国家法外转移到受让国。特别引渡的目的通常是对被拘留者实施酷刑，这在美国法律环境中很难实施，这种做法被称为代理酷刑。从2002年开始，美国政府将数百名非法战斗人员交给美国拘留，并将被拘留者运送到美国控制的地点，作为包括酷刑在内的广泛审讯计划的一部分。在奥巴马政府的领导下，特别引渡仍在继续，目标被审问，随后被带到美国接受审判。
联合国认为一个国家绑架另一个国家的公民是危害人类罪。2014年7月，欧洲人权法院谴责波兰政府参与中央情报局的特别引渡，命令波兰向被绑架、带到波兰中央情报局黑名单并遭受酷刑的男子支付赔偿金。

### “黑站点”
2005年，《华盛顿邮报》和人权观察组织（HRW）披露了美国中央情报局绑架被拘留者并将他们送往“黑监狱”的消息，这些监狱由中央情报局运营，但美国政府否认其存在。欧洲议会发表了一份报告，将这种秘密拘留场所用于被绑架的被拘留者作为特别引渡的一部分。尽管欧盟国家内部可能存在一些秘密拘留中心，但这些拘留中心违反了《欧洲人权公约》和《联合国禁止酷刑公约》，所有欧盟成员国都必须遵守这些条约。美国于1994年批准了《联合国禁止酷刑公约》。
据美国广播公司新闻报道，在最近中央情报局重新安置被拘留者的宣传之后，人权观察提到的国家的两个此类设施已经关闭。作为中央情报局“强化审讯技术”的一部分，几乎所有这些被拘留者都遭受了酷刑。尽管这些站点被关闭，但它们在某些国家的遗产仍然存在，并困扰着国内政治。

#### 批评美国媒体隐瞒报道
美国的主要报纸，如《华盛顿邮报》，因故意隐瞒报道“黑站点”位置的文章而受到批评。《华盛顿邮报》为其压制这一消息的决定进行了辩护，理由是此类披露“可能会使美国政府面临法律挑战，特别是在外国法院，并增加国内外政治谴责的风险。”然而，根据《报告的公平与准确》的说法，“非法、不受欢迎的政府行动可能会被破坏，这不是一个令人担忧的后果，但这是美国第一修正案的全部意义……如果没有这些监狱所在的基本事实，‘法律挑战’或‘政治谴责’很难甚至不可能迫使它们关闭。“FAIR认为，‘黑监狱’的持续存在对美国全球声誉造成的损害比暴露其位置造成的任何威胁都更危险。
据德国新闻社报道，针对这些指控，波兰前情报局长兹比格涅夫·西米亚特科夫斯基展开了媒体闪电战，并声称这些指控是“......美国国内政治斗争的一部分，即谁将接替现任共和党总统乔治·W·布什”。

#### 监狱船
据人权律师称，美国还被指控经营“浮动监狱”，收容和运送在反恐战争中被捕的人。他们声称，美国试图隐瞒被拘留者的人数和下落。尽管没有可信的信息支持这些说法，但所谓的监狱船的理由主要是为了消除圣战分子瞄准固定地点的能力，以方便高价值目标、指挥官、作战负责人等的逃跑。

### 关塔那摩湾拘留中心
美国政府于2002年设立了关塔那摩湾拘留营，这是一座位于关塔那摩海湾海军基地的美国军事监狱。布什总统宣布，保护战俘的《日内瓦公约》不适用于在阿富汗被俘的塔利班和基地组织在押人员。由于囚犯在未经审判的情况下被无限期拘留，而且据称有几名被拘留者遭受酷刑，这个营地被大赦国际认为是对人权的重大侵犯。美国政府在关塔那摩湾设立了拘留营，因为该军事基地在法律上不是美国国内领土，因此是一个“法律黑洞”。关塔那摩的大多数囚犯最终被释放，没有受到任何犯罪指控，并被转移到其他国家。截至2021年7月，有40名男子仍在监狱中，其中近四分之三从未受到刑事指控。他们被称为“永远的囚犯”，并被无限期拘留。

## 9/11以来的重大恐怖袭击和阴谋

### 基地组织
自9/11以来，基地组织和其他附属激进伊斯兰组织在世界上几个没有发生冲突的地区发动了袭击。而像巴基斯坦这样的国家已经遭受了数百起袭击，造成数万人死亡，更多人流离失所。
2002年印尼巴厘岛爆炸案是由伊斯兰祈祷团的多名成员所为，伊斯兰祈祷团是一个与基地组织有联系的组织。
2003年卡萨布兰卡爆炸案是由基地组织的附属组织萨拉菲娅·吉哈迪亚实施的。
2003年伊斯坦布尔爆炸案发生后，土耳其指控74人参与其中，其中包括叙利亚基地组织成员Loai al-Saqa。
2004年发生在西班牙的马德里火车爆炸案是受基地组织的“启发”，尽管尚未确定直接参与。
2005年7月7日发生在英国的伦敦爆炸案是由四名本土恐怖分子实施的，其中一人出现在与一名已知的基地组织特工剪辑的视频中，尽管英国政府否认基地组织参与其中。
基地组织声称对2007年4月11日阿尔及利亚阿尔及尔爆炸事件负责。
2007年英国格拉斯哥国际机场袭击事件是由两名炸弹袭击者实施的，他们的笔记本电脑和遗书中包括提及基地组织的视频和演讲，但没有确定直接参与。
2009年美国胡德堡枪击案由尼达尔·哈桑（Nidal Hasan）所为，他曾与安瓦尔·奥拉基（Anwar al-Awlaki）保持联系，尽管国防部将枪击案归类为工作场所暴力事件。
摩洛哥将2011年马拉喀什爆炸案归咎于基地组织，但基地组织否认参与其中。
2012年法国图卢兹和蒙托班枪击案是穆罕默德·梅拉所为，据报道，他与基地组织有家族关系，有轻微犯罪和心理问题的历史。梅拉声称与基地组织有联系，但法国当局否认有任何联系。
迄今为止，没有人因2012年美国驻利比亚班加西领事馆袭击事件而被定罪，也没有人声称对此负责。基地组织的分支机构、基地组织的附属机构和“同情基地组织”的个人受到谴责。
巴黎《查理周刊》枪击案中的枪手自称属于基地组织在也门的分支。
阿拉伯半岛的基地组织声称对美国彭萨科拉海军航空站枪击案负责。
此外，可能还有几次有计划的袭击没有成功。

### 伊斯兰国
2013年土耳其Reyhanlı爆炸案，造成52人死亡，140人受伤。
2014年加拿大议会枪击案，这是一场受伊斯兰国启发的对加拿大议会的袭击，导致一名加拿大士兵和肇事者死亡。
2015年，艾米迪·库利巴利在巴黎围攻文森斯港，导致4人死亡，9人受伤。
2015年1月27日发生在利比亚的科林西亚酒店袭击事件，造成10人死亡。
2015年3月20日萨那清真寺爆炸案，造成142人死亡，351人受伤。
2015年5月3日，Curtis Culwell中心发生袭击事件，造成一名安保人员受伤。
2015年11月13日，巴黎发生袭击事件，造成至少137人死亡，至少352名平民受伤，导致法国进入紧急状态，关闭边境，并部署了三项法国应急计划。伊斯兰国声称对袭击负责，法国总统弗朗索瓦·奥朗德后来表示，袭击是“伊斯兰国在内部帮助下”实施的。
2015年圣贝纳迪诺袭击事件2015年12月2日，两名枪手袭击了加利福尼亚州圣贝纳迪诺的一座县建筑，造成16人死亡，24人受伤。
2016年布鲁塞尔爆炸案2016年3月22日，两起爆炸袭击，第一起发生在布鲁塞尔机场，第二起发生在马尔贝克/马尔贝克地铁站，造成35人死亡，300多人受伤。
2016年奥兰多夜总会枪击案2016年6月12日，一名枪手在佛罗里达州奥兰多的Pulse夜总会开枪，造成50人死亡，53人受伤。这是美国历史上第二严重的大规模枪击事件。

## 伤亡
到目前为止，由于布什政府将反恐战争定义为包括阿富汗战争、伊拉克战争和其他地方的行动，反恐战争中的死亡人数还没有达成广泛共识。美国大学国际关系教授约书亚·戈尔茨坦表示，全球反恐战争造成的战争死亡人数比过去一个世纪的任何其他十年都要少。
国际防止核战争医生协会、社会责任医生协会和全球生存医生协会2015年的一份报告估计，反恐战争造成130万至200万人伤亡。布朗大学沃森国际公共事务研究所2021 9月发布的一份报告“战争成本”项目显示，伊拉克、阿富汗和巴基斯坦反恐战争的总伤亡人数在518000至549000人之间。如果将叙利亚、也门和其他国家的战争包括在内，这一数字将增加到89.7万至92.9万之间。该报告估计，更多的人可能死于战争的间接影响，如水资源损失和疾病。他们还估计，美国在阿富汗、巴基斯坦、伊拉克、利比亚、叙利亚、也门、索马里和菲律宾参与的9/11后战争使3800多万人流离失所；2670万人在流离失所后返回家园。
自2001年反恐战争开始以来，恐怖分子/叛乱分子/武装分子的死亡总人数通常估计高达数十万人，另有数十万人被捕。对区域冲突的一些估计包括以下内容：

### 伊拉克
2003年至2011年，在伊拉克，约26544名叛乱分子被美国领导的联军和伊拉克安全部队杀害。仅2003年至2007年，就有119752名叛乱分子嫌疑人在伊拉克被捕，据报道，当时有18832名叛乱分子嫌疑人被杀；将这一被捕与被捕的比率与2003年至2011年被杀害的叛乱分子总数相同，相当于大约26500名叛乱分子被杀害，168000名叛乱分子被捕。根据伊拉克基地组织的一份官方声明，截至2006年9月，至少有4000名外国战斗人员（通常估计占当时叛乱的10-20%）被杀。2011年至2013年伊拉克冲突期间，叛乱分子伤亡人数为916人，另有3504人被捕。
2014年至2017年底，美国政府表示，从2014年到2017年底，超过80000名伊斯兰国叛乱分子在伊拉克和叙利亚被美国及其盟国的空袭杀害。这些袭击大多发生在伊拉克境内。伊拉克安全部队在这段时间内造成的伊斯兰国死亡尚不确定，但可能意义重大。从2013年到2017年底，超过26000名伊拉克武装部队成员在与伊斯兰国的战斗中丧生，伊斯兰国的损失可能也相当大。
伊拉克的总伤亡人数从62570人到1124000人不等：
- 伊拉克尸体计数项目记录了2003年至2020年185044至207979人死亡，其中包括战斗人员在内的288000人死于暴力。
- 据美联社报道，从2003年3月到2009年4月，共有110600人死亡。
- 根据伊拉克家庭健康调查，共有151000人死亡。
- 2007年8月12日至19日进行的民意调查估计，伊拉克战争导致1033000人死于暴力。给出的死亡人数范围为946000至1120000人。一个由大约2000名伊拉克成年人组成的具有全国代表性的样本回答了他们的家庭成员（住在他们的屋顶下）是否因伊拉克战争而丧生。22%的受访者失去了一名或多名家庭成员。ORB报告称，“48%死于枪伤，20%死于汽车炸弹的撞击，9%死于空中轰炸，6%死于事故，6%死于另一次爆炸/军械。”[165]
- 根据《柳叶刀》的第二次死亡率调查，估计伊拉克（655000人，置信区间为95%）、平民和战斗人员的死亡率在392979至942636之间。
- 根据伊拉克尸体统计项目，截至2007年4月28日，大众媒体至少报道了62570名平民死亡。[166]
- 在伊拉克自由行动中，4431名美国国防部士兵死亡（941名非敌对死亡），31994人受伤。截至2020年5月4日，在“黎明行动”中，74名美军士兵死亡（36人非敌对死亡），298人受伤。[167]

### 阿富汗
阿富汗叛乱分子和恐怖分子的死亡人数很难估计。阿富汗塔利班的损失很可能与阿富汗国民军和警察的损失规模相似；从2001年到2018年底，这一数字约为62000。此外，自2001年以来，基地组织的主要分支和伊斯兰国的阿富汗分支都被认为损失了数千人。
阿富汗的总伤亡人数从10960人到249000人不等：
- 根据2001年至2013年的战争成本项目，16725–19013名平民被杀。
- 根据Marc W.Herold的广泛数据库，在2001年10月7日至2003年6月3日期间，有3100至3600名平民直接死于美国“持久自由行动”的轰炸和特种部队的袭击。这一估计只计算“撞击死亡”，即爆炸或枪击后立即发生的死亡，不计算随后因受伤而发生的死亡或美国空袭和入侵间接造成的死亡。
- 在2002年8月发表在《每周标准》杂志上的一篇评论文章中，美国企业研究所的Joshua Muravchik完全通过一个涉及25-93人死亡的事件来质疑Herold教授的研究。他没有提供自己的任何估计。
- 在2002年1月的两项研究中，国防替代方案项目的Carl Conetta估计，到2002年1月中，“至少”有4200-4500名平民死于战争和联军的空袭，既直接是空中轰炸的伤亡，也间接是由此引发的人道主义危机。
- 于2002年1月18日发表的第一份研究报告《持久自由行动：为什么平民轰炸伤亡率更高？》估计，在2001年10月7日至2002年1日的短短三个月内，“至少”有1000至1300名平民在空中轰炸中直接丧生。提交人发现，无法提供一个上限估计来直接估计持久自由行动轰炸行动造成的平民伤亡，他指出，该行动增加了集束炸弹的使用。在这一较低的估计中，只有西方新闻来源被用于硬数字，而阿富汗政府的报告则采用了沉重的“减少因素”，因此他们的估计减少了75%。
- 在2002年1月30日发布的另一项研究《奇怪的胜利：对持久自由行动和阿富汗战争的批判性评估》中，Conetta估计，到2002年1月中，由于战争和联军的空袭，“至少”又有3200多名阿富汗人死于“饥饿、暴露、相关疾病或在逃离战区时受伤”。
- 《洛杉矶时报》对美国、英国和巴基斯坦的报纸和国际通讯社进行的一项评论发现，在2001年10月7日至2002年2月28日的五个月里，这些新闻机构报道了1067至1201起直接平民死亡事件。这项审查排除了美国、英国或巴基斯坦新闻没有报道的阿富汗所有平民死亡，排除了美国和英国新闻报道的497例死亡，但没有具体确定为平民或军人，排除了塔利班报道的754例平民死亡，但未经独立证实。
- 据《卫报》的乔纳森·斯蒂尔称，截至2002年春季，可能有2万至49600人死于入侵。
- 2046名美军士兵死亡（339名非敌对死亡），18201人在行动中受伤。
- 由医生促进社会责任组织、医生促进全球生存组织和国际防止核战争组织（IPPNW）共同撰写的一份题为《尸体计数》的报告得出结论，18.5万至24.9万人因阿富汗战争而死亡。[170]

### 巴基斯坦
截至2011年5月6日，美国无人机袭击造成1467人和2334人死亡。数万人在恐怖袭击中丧生，数百万人流离失所。
据巴基斯坦政府称，2004年至2018年，巴基斯坦西北部的战争导致28900多名武装分子死亡，被捕人数不详。其中大多数是在与巴基斯坦武装部队交战时被杀的。然而，数千人也在美国无人机袭击中丧生。

### 索马里
索马里已有7000多人伤亡。
据埃塞俄比亚政府称，2006年12月至2009年1月，埃塞俄比亚领导的对索马里的干预导致6000至8000名伊斯兰叛乱分子死亡。肯尼亚国防军声称，在2011年10月至2012年5月的干预行动中，又有700多名叛乱分子丧生。据新美国基金会称，截至2019年7月，美国在索马里的无人机袭击、空袭和特种部队地面突袭造成1220至1366名武装分子死亡。
- 2007年12月，埃尔曼和平与人权组织表示，仅在2007年，该组织就核实了6500名平民死亡，8516人受伤，150万人流离失所。[175]

### 也门
据包括调查新闻局和新美国基金会在内的多家媒体机构称，截至2019年6月，美国军队（主要通过无人机袭击）在也门击毙了846至1609名恐怖分子（主要是AQAP成员）。沙特领导的干预也门联盟的阿联酋发言人声称，截至2018年8月，他们已经杀死了1000名与基地组织有联系的武装分子，抓获了1500人。

### 菲律宾和北高加索
仅从2014年到2017年，就有1600多名伊斯兰国武装分子（阿布沙耶夫于2014年宣誓效忠伊斯兰国）在菲律宾被政府军杀害。
从2009年4月到2019年3月，俄罗斯军队和警察（主要在北高加索地区）杀害了2329人，抓获了2744名高加索酋长国和相关组织的叛乱分子。

### 美国
在“内在决心行动”期间，截至2020年5月6日，95名士兵在行动中丧生，227人受伤。
自2001年以来，美国退伍军人事务部已诊断出20多万美国退伍军人患有创伤后应激障碍。

### 文职人员估计总数
根据布朗大学沃森研究所战争成本项目2021的一份报告，在阿富汗、巴基斯坦、伊拉克、叙利亚、也门和其他战区的9/11后战争中，363939至387072名平民被杀。更多的人可能死于相关影响，包括水的流失和疾病。

## 成本
反恐战争历时数十年，耗资数万亿美元，比最初估计的要多得多。
根据布朗大学沃森研究本项目，2001年至2022年间，反恐战争将花费8万亿美元，加上未来30年2.2万亿美元的退伍军人护理费用。在这个数字中，2.313万亿美元用于阿富汗，2.058万亿美元用于伊拉克和叙利亚，3550亿美元用于其他战区。其余部分用于国土安全部（1.1万亿美元）
苏凡集团2015年7月的数据，美国政府每天在叙利亚和伊拉克打击伊斯兰国的行动中花费940万美元。
2011年3月的国会报告估计，2011财年的战争开支为1.2万亿美元，2021的未来开支（假设减少到45000名士兵）为1.8万亿美元。2011年6月的一份涵盖额外战争支出领域的学术报告估计，到2011年，战争支出为2.7万亿美元，包括利息在内的长期支出为5.4万亿美元。
在直接支出方面，美国国防部报告称，2001年至2020年2月，在伊拉克、叙利亚和阿富汗的战争费用支出为1.547万亿美元。
敌对团体对农业生物恐怖主义感兴趣，截至2022年，这是一个持续的担忧。美国政府采取措施，为农业病原体的威胁做好准备。国家植物疾病诊断网络（NPDN）协调对抗美国的农业战。

## 批评
对反恐战争的批评针对的是围绕反恐战争的问题、道德、效率、经济和其他问题，并对该短语本身进行了抨击，称其用词不当。事实证明，反对“恐怖主义”的“战争”概念极具争议，批评者指责参与国政府利用这一概念来追求长期的政治和军事目标，包括结构性的伊斯兰恐惧症，减少公民自由，侵犯人权。有人认为，战争一词在这种情况下是不合适的（就像在“毒品战争”中一样），因为没有可识别的敌人，也不太可能通过军事手段结束国际恐怖主义。
弗朗西斯·福山等其他批评者表示，“恐怖主义”不是敌人，而是一种战术，称之为“反恐战争”掩盖了反占领叛乱分子和国际圣战者等冲突之间的差异。由于在伊拉克和阿富汗的军事存在及其相关的附带损害，雪莉·威廉姆斯认为这增加了对西方的怨恨和恐怖主义威胁。也有人认为美国虚伪，媒体引发的歇斯底里，以及外交和安全政策的差异损害了美国在国际上的声誉。这场运动也被指责为一场没有最终目标的永久战争，并将永久暴力正常化为现状。
安东尼·安吉法学教授断言，“反恐战争”本质上是一个帝国主义项目，违反了国际法和《联合国宪章》。